# Вайцзеккер, Рихард фон
Рихард Карл Фрайхерр фон Вайцзеккер (нем. Richard Karl Freiherr von Weizsäcker; 15 апреля 1920, Штутгарт — 31 января 2015, Берлин) — немецкий политик от партии Христианско-демократический союз, в 1984—1994 годах занимавший пост федерального президента Германии.

## Биография
Рихард фон Вайцзеккер родился 15 апреля 1920 года в Штутгарте.
Его отец — Эрнст фон Вайцзеккер — был известным дипломатом, а брат — Карл Фридрих фон Вайцзеккер — физиком и философом. Согласно генеалогическим исследованиям Гюнтера Крузе, семья состоит в дальнем родстве с немецкими писателями-антифашистами братьями Томасом и Генрихом Маннами, а также с В. И. Лениным.
Несколько лет Вайцзеккер прожил в Швейцарии и Дании, где его отец исполнял свои дипломатические обязанности, а в 17-летнем возрасте перебрался в Великобританию, где начал изучать философию и историю в оксфордском Баллиол-колледже. Позднее он также получал образование во французском Гренобле. В 1937 году был командиром отделения Юнгбана 37 гитлерюгенда в Берлине Вильмерсдорф-Целендорфе. С началом Второй мировой войны был призван в немецкую армию. Проходил службу в элитном 9-м Потсдамском пехотном полку. Участвовал в польской и русской кампаниях. В 1945 году был ранен в Восточной Пруссии, после чего был отправлен в Штутгарт.
После окончания войны Вайцзеккер продолжил обучение историческим наукам в Гёттингене, со временем переориентировавшись в сторону правоведения. На Одиннадцатом Последующем Нюрнбергском процессе он являлся одним из членов группы защитников своего отца.
В 1950—1958 годах работал в концерне Mannesmann AG (до 1953 — научный сотрудник, до 1957 — юрисконсульт, в 1957—1958 — руководитель департамента экономической политики). В 1958—1962 годах возглавлял Вальдтхаузенбанк, принадлежавший родственникам его жены. С 1962 по 1966 год входил в совет директоров фармацевтической компании Boehringer Ingelheim.
В 1954 году вступил в Христианско-демократический союз (ХДС).
В 1964—1970 годах являлся президентом Ассамблеи Евангелической церкви Германии, членом Синода и Совета в 1967—1984 годах.
В 1969 году Вайцзеккер стал членом бундестага. C 1979 по 1981 год являлся вице-президентом бундестага, а в период с 1981 по 1984 год был правящим бургомистром Западного Берлина.

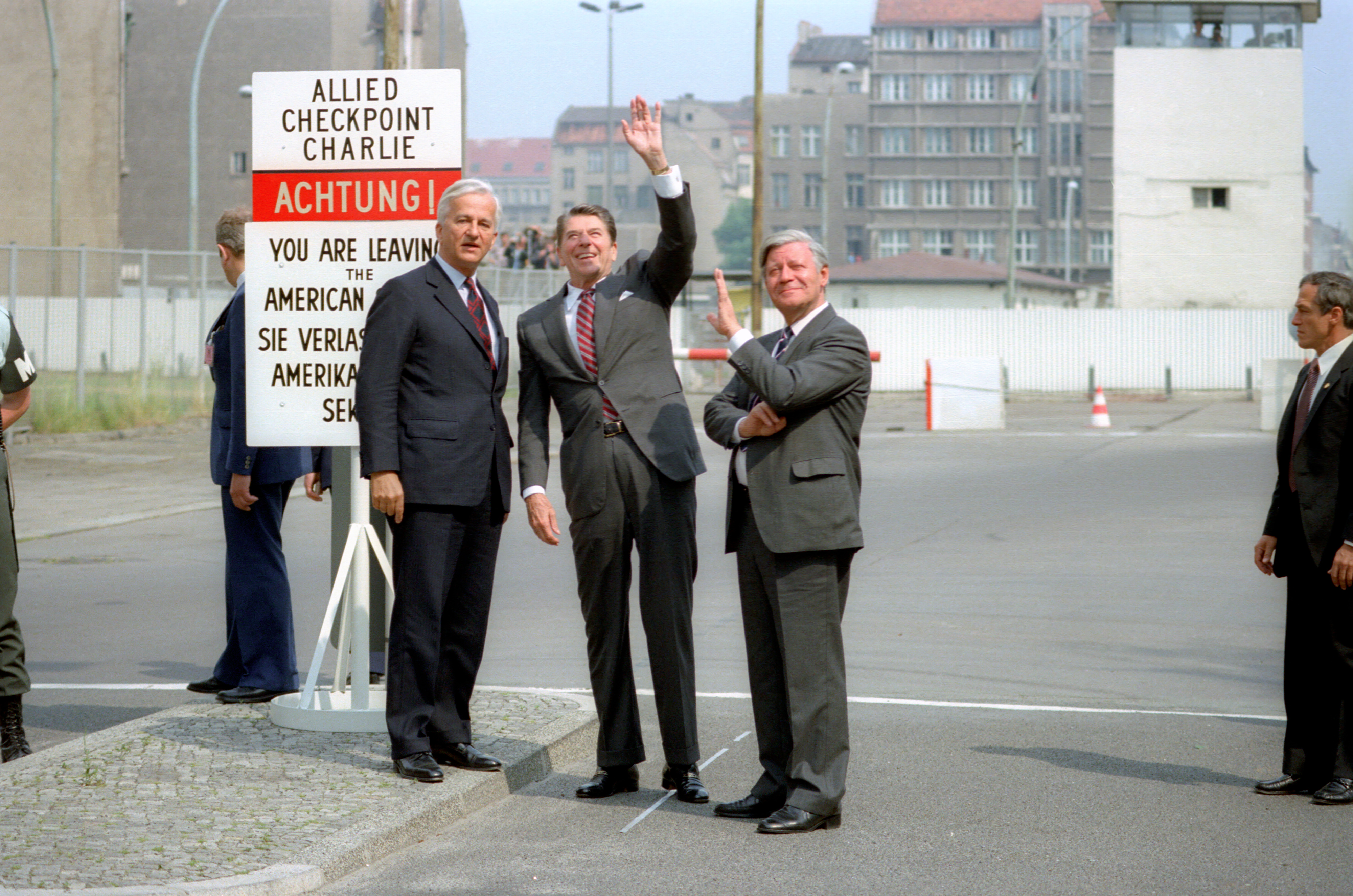
Рядом с Р. Рейганом. 1982

В 1984 году Рихард фон Вайцзеккер был избран президентом Германии, сменив на этом посту Карла Карстенса.
Широко известен своей речью в бундестаге 8 мая 1985 года, посвящённой 40-й годовщине капитуляции Германии во Второй мировой войне. В ней он затронул тему искупления, смысл которого, по его мнению, состоит в сохранении памяти о прошлом и извлечении из него необходимых уроков.

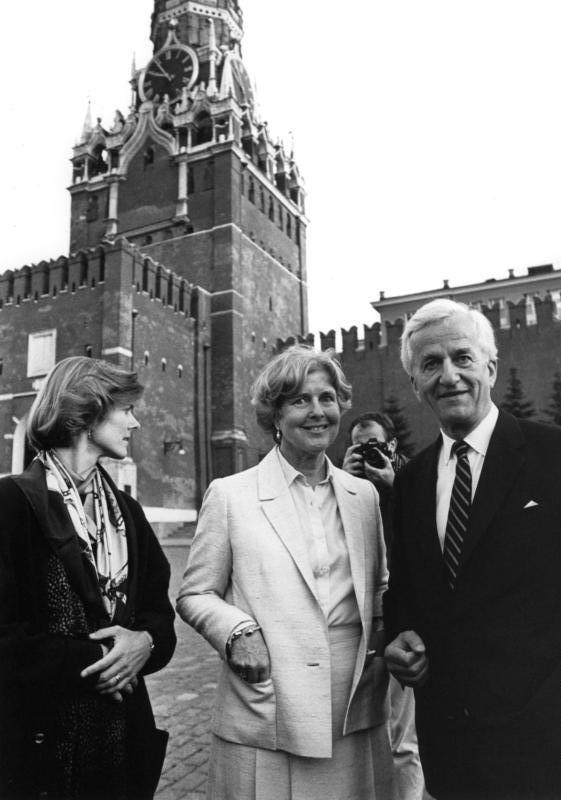
С женой и дочерью в Москве. 1987

Как свидетельствует В. Фалин, Вайцзеккер хорошо понимал, что нацистская Германия нанесла Советскому Союзу гораздо больший ущерб, чем это показывают цифры, принятые в качестве официальных.

## Личная жизнь
В 1953 году Рихард фон Вайцзеккер женился на Марианне фон Кретшман (род.1932). В браке родилось четверо детей: Роберт Клаус, Андреас, Беатрис и Фриц.
Сын Фриц — врач, главный врач берлинской клиники Schlosspark, убит 20 ноября 2019 года во время лекции.

## Награды
| Страна           | Дата вручения  | Награда                                     | Награда                                                     | Литеры |
| ---------------- | -------------- | ------------------------------------------- | ----------------------------------------------------------- | ------ |
| Германия         | 1941           | Кавалер 2 класса                            | Железного креста                                            |        |
| Германия         | 1944           | Кавалер 1 класса                            | Железного креста                                            |        |
| Германия         | 1975           | Командор                                    | ордена «За заслуги перед Федеративной Республикой Германия» |        |
| Германия         | 1984           | Кавалер Большого креста специального класса | ордена «За заслуги перед Федеративной Республикой Германия» |        |
| Берлин           | 1990           | Почётный гражданин Берлина                  | Почётный гражданин Берлина                                  |        |
| Баден-Вюртемберг | 29 апреля 1995 | Кавалер ордена Заслуг                       | Кавалер ордена Заслуг                                       |        |

| Страна           | Дата вручения   | Награда                                                                                          | Награда                                                                                          | Литеры   |
| ---------------- | --------------- | ------------------------------------------------------------------------------------------------ | ------------------------------------------------------------------------------------------------ | -------- |
| Великобритания   |                 | Почётный кавалер Большого креста ордена Бани                                                     | Почётный кавалер Большого креста ордена Бани                                                     | GCB      |
| Финляндия        | 1985            | Кавалер Большого креста ордена Белой розы                                                        | Кавалер Большого креста ордена Белой розы                                                        |          |
| Норвегия         | 1986            | Кавалер Большого креста ордена Святого Олафа                                                     | Кавалер Большого креста ордена Святого Олафа                                                     |          |
| Испания          | 21 февраля 1986 | Кавалер цепи ордена Карлоса III                                                                  | Кавалер цепи ордена Карлоса III                                                                  |          |
| Италия           | 24 апреля 1986  | Кавалер Большого креста декорированного лентой ордена «За заслуги перед Итальянской Республикой» | Кавалер Большого креста декорированного лентой ордена «За заслуги перед Итальянской Республикой» |          |
| Гватемала        | 1987            | Кавалер цепи ордена Кетцаля                                                                      | Кавалер цепи ордена Кетцаля                                                                      |          |
| Гватемала        | 1987            | Кавалер цепи ордена Антонио Хосе Ирисарри                                                        | Кавалер цепи ордена Антонио Хосе Ирисарри                                                        |          |
| Малайзия         | 1987            | Кавалер ордена Короны Королевства                                                                | Кавалер ордена Короны Королевства                                                                | DMN      |
| Нидерланды       | 1987            | Кавалер Большого креста ордена Нидерландского льва                                               | Кавалер Большого креста ордена Нидерландского льва                                               |          |
| Республика Корея | 1989            | Кавалер Большого ордена Мугунхва                                                                 | Кавалер Большого ордена Мугунхва                                                                 |          |
| Исландия         | 4 июля 1988     | Кавалер цепи ордена Исландского сокола                                                           | Кавалер цепи ордена Исландского сокола                                                           |          |
| Швеция           | 16 мая 1988     | Рыцарь ордена Серафимов                                                                          | Рыцарь ордена Серафимов                                                                          | RSerifO  |
| Дания            | 25 апреля 1989  | Рыцарь ордена Слона                                                                              | Рыцарь ордена Слона                                                                              | RE       |
| Португалия       | 19 июня 1989    | Кавалер Большой цепи ордена Инфанта дона Энрике                                                  | Кавалер Большой цепи ордена Инфанта дона Энрике                                                  | GColIH   |
| Мальта           | 22 октября 1990 | Почётный компаньон Почёта ордена Заслуг                                                          | Почётный компаньон Почёта ордена Заслуг                                                          | K.U.O.M. |
| Великобритания   | 1992            | Кавалер Королевской Викторианской цепи                                                           | Кавалер Королевской Викторианской цепи                                                           |          |
| ООН              | 1992            | Лауреат премии Нансена                                                                           | Лауреат премии Нансена                                                                           |          |
| Польша           | 1994            | Кавалер Большого креста ордена Заслуг перед Республикой Польша                                   | Кавалер Большого креста ордена Заслуг перед Республикой Польша                                   |          |
| Венгрия          | 1995            | Кавалер Большого креста ордена Заслуг                                                            | Кавалер Большого креста ордена Заслуг                                                            |          |
| Польша / Гданьск | 1997            | Почётный гражданин Гданьска                                                                      | Почётный гражданин Гданьска                                                                      |          |
| Чехия            | 2003            | Кавалер Большого креста ордена Белого льва                                                       | Кавалер Большого креста ордена Белого льва                                                       |          |
| Эстония          | 2 февраля 2005  | Кавалер Большого креста ордена Креста земли Марии                                                | Кавалер Большого креста ордена Креста земли Марии                                                |          |